# Żabieniec (Pruszków)
Pour les articles homonymes, voir Żabieniec.
Żabieniec (prononciation : [ʐaˈbjɛɲɛt͡s]) est un village polonais de la gmina de Nadarzyn dans le powiat de Pruszków de la voïvodie de Mazovie dans le centre-est de la Pologne.

## Histoire
De 1975 à 1998, le village appartenait administrativement à la voïvodie de Varsovie.